# 比弗丹斯 (紐約州)
比弗丹斯（英語：Beaver Dams）是位於美國紐約州斯凱勒縣的非建制地區。

## 歷史
比弗丹斯的郵局自1854年營運至今。

## 地理
比弗丹斯所處的海拔為高於海平面385米（即1263英呎），而該地所採用的時區為UTC-5，即北美东部时区（EST）。同時該地設有夏令時間，為UTC-5調快一小時，即UTC-4（EDT）。